# Academia Paraense de Letras
A Academia Paraense de Letras (APL) é a entidade literária máxima do Estado do Pará, sendo instalada no bairro da Cidade Velha, em Belém do Pará.

## História
Foi fundada por João Marques de Carvalho, escritor, diplomata e jornalista paraense, em 3 de maio de 1900, uma das mais antigas do Brasil, posterior apenas à Academia Cearense de Letras e à Academia Brasileira de Letras.
Foi fundada por um grupo de intelectuais e escritores que pretendiam elevar e celebrar o patrimônio literário e linguístico paraense. Sua criação foi influenciada pela Academia Brasileira de Letras, estabelecida no Rio de Janeiro alguns anos antes.
A data da criação da Academia Paraense de Letras coincide com a do Instituto Histórico e Geográfico do Pará, e ambos ocuparam o mesmo local para suas sessões e seu expediente. A reunião de criação das duas entidades foi conjunta. No entanto, não há registro conhecido de ata da referida reunião.
A Academia tem custeio pago pelo Governo do Pará.

## Objetivos que almeja cumprir
Os principais objetivos da Academia Paraense de Letras são fomentar o desenvolvimento da literatura e da produção cultural regional, estimular a pesquisa em linguística e literatura e homenagear as realizações de ilustres escritores e estudiosos paraenses. Promove eventos literários, conferências e palestras, além de conceder prêmios literários de prestígio para reconhecer obras de destaque em diferentes gêneros.

## Estrutura organizacional
A academia é formada por 40 membros, chamados de "Acadêmicos", eleitos com base em suas contribuições literárias e influência cultural no Pará. A Academia Paraense de Letras é estruturada de forma semelhante a outras academias de letras do Brasil e segue um sistema hierárquico com presidente, vice-presidente e outros cargos.

## Importância regional e nacional
A Academia Paraense de Letras (APL) é uma instituição cultural que tem como objetivo promover e preservar a literatura e a cultura paraense, além de reconhecer e homenagear os escritores e intelectuais do estado.
A instituição realiza diversas atividades, como sessões solenes, lançamentos de livros, conferências, debates e premiações literárias. Além disso, a Academia Paraense de Letras mantém uma biblioteca com um acervo significativo de obras literárias paraenses e brasileiras.
A Academia Paraense de Letras desempenha um papel importante na preservação e valorização da cultura e literatura do Pará, promovendo a produção literária local e incentivando o estudo e a divulgação das obras dos escritores paraenses.